# Chorozinho-de-boné
Formigueirinho-baiano ou chorozinho-de-boné (Herpsilochmus pileatus) é uma espécie de ave da família Thamnophilidae.
É endémica do Brasil.
Os seus habitats naturais são: florestas secas tropicais ou subtropicais , florestas subtropicais ou tropicais húmidas de baixa altitude e matagal húmido tropical ou subtropical.
Está ameaçada por perda de habitat.